# فرودگاه بین‌المللی اوستافیف
فرودگاه بین‌المللی اوستافیف (به روسی: Междунаро́дный аэропо́рт «Оста́фьево») فرودگاهی بین‌المللی و عمومی واقع در مسکو در کشور روسیه است که توسط گازپروماویا اداره می‌شود.